# Armorial des communes de l'Hérault
- il comporte peu ou pas de sources.

Cette page donne les armoiries (figures et blasonnements) des communes de l'Hérault disposant d'un blason. 
- Haut – A
- B
- C
- D
- E
- F
- G
- H
- I
- J
- K
- L
- M
- N
- O
- P
- Q
- R
- S
- T
- U
- V
- W
- X
- Y
- Z

(1dessin(s) en attente : S)

## A
| Blason de Abeilhan | Blason  | D'or au pairle losangé d'argent et de sinople. |
| Blason de Abeilhan | Détails | Attribué par D'Hozier.                         |

| Blason de Adissan | Blason  | Ecartelé d'azur au pairle losangé d'or et de gueules, et de gueules à une rose des vents d'or.    |
| Blason de Adissan | Détails | Création Philippe Huppé et Jean-Paul Fernon adoptée par délibération municipale du 30 avril 2014. |
| Blason de Adissan | Alias   | D'azur au pairle losangé d'or et de gueules. (D'Hozier).                                          |

| Blason de Agde | Blason  | D'or, à trois fasces ondées d'azur.     |
| Blason de Agde | Détails | Enregistré par D'Hozier le 2 août 1697. |

| Blason de Agel | Blason  | D'azur à la foi alésée d'argent.                 |
| Blason de Agel | Détails | Le statut officiel du blason reste à déterminer. |

| Blason de Agonès | Blason  | D'azur à la montagne d'argent sommée de Saint Saturnin évêque à genoux dans une grotte d'or. |
| Blason de Agonès | Détails | Le statut officiel du blason reste à déterminer.                                             |

| Blason de Aigne | Blason  | De gueules à un cep arraché de sinople*, feuillé et fruité d'argent, soutenu d'un croissant du même, au chef d'azur* chargé de trois étoiles renversées d'or. |
| Blason de Aigne | Détails | * Il y a là non-respect de la règle de contrariété des couleurs : ces armes sont fautives (sinople sur gueules et azur sur gueules).                          |

| Blason de Aigues-Vives | Blason  | D'azur à une foi d'argent tenant une palme d'or en pal, accompagnée de six croisettes du même ordonnées 1, 2, 2, 1. |
| Blason de Aigues-Vives | Détails | Création Jean-Claude Molinier, 1992.                                                                                |

| Blason de Aires (Les) | Blason  | D'or aux trois fasces de gueules accompagnées de dix billettes du même posées en orle. |
| Blason de Aires (Les) | Détails | Le statut officiel du blason reste à déterminer.                                       |

| Blason de Alignan-du-Vent | Blason  | D'or au pairle losangé d'argent et de gueules. |
| Blason de Alignan-du-Vent | Détails | Armes attribuées par Charles d'Hozier.         |

| Blason de Aniane | Blason  | D'azur à une crosse d'or issant d'une champagne ondée d'argent. |
| Blason de Aniane | Détails | Le statut officiel du blason reste à déterminer.                |

| Blason de Arboras | Blason  | D’or à deux arbres de sinople fûtés au naturel l'un en chef-dextre, l'autre en pointe-senestre, et à quatre épées d'argent* garnies de gueules passées deux à deux en sautoir, deux en chef senestre, les autres en pointe-dextre; au chef abaissé d'azur chargé de trois étoiles du champ. |
| Blason de Arboras | Détails | Armes parlantes. (arbres) * Il y a là non-respect de la règle de contrariété des couleurs : ces armes sont fautives (argent sur or, soit métal sur métal). |

| Blason de Argelliers | Blason  | De gueules à Saint-Étienne, habillé en diacre d’argent, la dalmatique d’azur bordée d’or, tenant en sa main dextre une palme du même et en sa senestre trois cailloux d’argent ensanglantés de gueules. |
| Blason de Argelliers | Détails | Le statut officiel du blason reste à déterminer. |

| Blason de Aspiran | Blason  | D’azur au pairle losangé d'or et du champ.       |
| Blason de Aspiran | Détails | Le statut officiel du blason reste à déterminer. |

| Blason de Assas | Blason  | Écartelé : au 1er d'azur à la tour d'argent maçonnée de sable, au 2e d'or au rameau d'olivier de sinople, fruité de sable et posé en barre, au 3e d'or à la grappe de raisin de sable feuillée de sinople, au 4e d'azur à la fleur de lis d'or. |
| Blason de Assas | Détails | Le statut officiel du blason reste à déterminer. |

| Blason de Assignan | Blason  | Écartelé : aux 1er et 4e d'azur à un lion d'or, armé, lampassé et couronné de gueules et au chef de gueules chargé de trois étoiles d'or, aux 2e et 3e d'or à trois aiglettes de sable.                                   |
| Blason de Assignan | Détails | * Il y a là non-respect de la règle de contrariété des couleurs : ces armes sont fautives (gueules sur azur). Armes de la famille de Brettes de Thurin[réf. nécessaire]. Le statut officiel du blason reste à déterminer. |

| Blason de Aumelas | Blason  | D’or au pairle losangé du même et de sinople.    |
| Blason de Aumelas | Détails | Le statut officiel du blason reste à déterminer. |

| Blason de Aumes | Blason  | D'azur à trois tours d'argent, maçonnées de sable, ouvertes et ajourées du champ, supportées chacune par deux lions affrontés d'argent, armés de sable.          |
| Blason de Aumes | Détails | Armes utilisées par la commune depuis 1990. L'autorisation d'utiliser les armes de la famille de La Farelle, a été donnée, le 23 avril 2003, par Guy La Farelle. |

| Blason de Autignac | Blason  | D'hermine, au pairle losangé d'or et de gueules. |
| Blason de Autignac | Détails | Le statut officiel du blason reste à déterminer. |

| Blason de Avène | Blason  | De sinople, au pairle losangé d'argent et d'azur. |
| Blason de Avène | Détails | Le statut officiel du blason reste à déterminer.  |

| Blason de Azillanet | Blason  | De sinople à un guéret (terre labourée) d'argent mouvant de la pointe, au chef d'azur chargé d'une clef d'or posée en fasce, et soutenu d'une divise d'argent, à un âne contourné et un bélier affrontés d'or posés sur le guéret et brochant sur la divise. |
| Blason de Azillanet | Détails | Armes parlantes. (âne) Le statut officiel du blason reste à déterminer. |

- Haut – A
- B
- C
- D
- E
- F
- G
- H
- I
- J
- K
- L
- M
- N
- O
- P
- Q
- R
- S
- T
- U
- V
- W
- X
- Y
- Z

## B
| Blason de Babeau-Bouldoux | Blason  | Parti de gueules et d'or, à 2 grappes de raisin de l'un en l'autre en chef et à une crosse d'argent brochant sur la partition, à une fontaine héraldique d'azur, traversée par 3 sources d'argent et à la bordure partie d'or et de gueules, brochant sur le tout en pointe. |
| Blason de Babeau-Bouldoux | Détails | Création : Didier Catarina et Jean-Paul Fernon adoptée par délibération municipale du 27 avril 2017. |

| Blason de Baillargues | Blason  | De gueules à Saint Julien, revêtu d'une chasuble, le chef nimbé d'or et coiffé d'une tiare, la dextre tenant la palme du martyre, la senestre posée sur son cœur, le tout d'or. |
| Blason de Baillargues | Détails | Le statut officiel du blason reste à déterminer. |

| Blason de Balaruc-les-Bains | Blason  | Tiercé en pairle, au 1er d'argent à une mitre de gueules, au 2e d'azur à une amphore d'or, au 3e de gueules à une fontaine jaillissante de six jets d'or, trois à dextre, trois à senestre, l'un sur l'autre. |
| Blason de Balaruc-les-Bains | Détails | Création Jean-Paul Fernon et Didier Catarina. Adopté le 2 juillet 2003. |

| Blason de Balaruc-le-Vieux | Blason  | De gueules à saint Maurice à cheval d'or tenant en sa dextre une bannière d'argent chargée d'une croix du champ. |
| Blason de Balaruc-le-Vieux | Détails | Le statut officiel du blason reste à déterminer.                                                                 |

| Blason de Bassan | Blason  | De vair au sautoir losangé d'or et d'azur.       |
| Blason de Bassan | Détails | Le statut officiel du blason reste à déterminer. |

| Blason de Beaufort | Blason  | De gueules à une tour couverte en croupe donjonnée de deux pièces, le tout d'or, maçonnée, ouverte et ajourée de sable, posée sur une colline d'argent, chargée d'un glaive abaissé du même, garni de sable et pommeté d'or, accosté des lettres de sable St à dextre et M à senestre, au chef d'or chargé de deux rinceaux feuillés de sinople et fruités de sable, adossés en fasce, celui de dextre de vigne et celui de senestre d'olivier. |
| Blason de Beaufort | Détails | Blason créé vers 1980. |

| Blason de Beaulieu | Blason  | D'azur (de sable) au lion d'or.                  |
| Blason de Beaulieu | Détails | Le statut officiel du blason reste à déterminer. |

| Blason de Bédarieux | Blason  | De gueules à un pont de trois arches sommé d'une croix latine, accompagné des lettres B, D, R dans l'évidement des arches, et soutenu d'une champagne ondée, le tout d'or. |
| Blason de Bédarieux | Détails | Le statut officiel du blason reste à déterminer. |

| Blason de Bélarga | Blason  | D'hermine au sautoir losangé d'argent et d'azur. |
| Blason de Bélarga | Détails | Le statut officiel du blason reste à déterminer. |

| Blason de Berlou | Blason  | D'argent à un loup ravissant de sable tenant de sa patte senestre une grappe de raisins de gueules adextré d'un chêne arraché fruité de sinople, le tout soutenu d'une fasce abaissée ondée du même. Devise / Cri« vinum solis robur et gaudim » |
| Blason de Berlou | Détails | Armes parlantes. Création Bernard Velay. Adopté le 7 mai 1987. |

| Blason de Bessan | Blason  | De gueules au lion d'or tenant une fleur de lis du même; au chef de France.                                                  |
| Blason de Bessan | Détails | Le statut officiel du blason reste à déterminer.                                                                             |
| Blason de Bessan | Alias   | De gueules au lion d'or tenant une fleur de lis du même; au chef d'argent chargé de trois fleurs de lis de sable (D'Hozier). |

| Blason de Béziers | Blason  | D'argent aux trois fasces de gueules, au chef de France. |
| Blason de Béziers | Détails | Enregistré en 1697.                                      |

| Blason de Boisseron | Blason  | D'or à un buis de sinople, au chef d'azur chargé de trois trèfles du champ. |
| Blason de Boisseron | Détails | Le statut officiel du blason reste à déterminer.                            |

| Blason de Boisset | Blason  | De gueules à une fleur de lys d'or, mantelé d'or à 2 branches de buis de gueules.                  |
| Blason de Boisset | Détails | Création Jean-Paul Fernon et Didier Catarina adoptée par délibération municipale du 8 juillet 2011 |

| Blason de Boissière (La) | Blason  | De gueules à saint Martin à cheval donnant la moitié de son manteau à un pauvre, le tout d'or. |
| Blason de Boissière (La) | Détails | Le statut officiel du blason reste à déterminer.                                               |

| Blason de Boujan-sur-Libron | Blason  | De gueules à trois besants d'or, au chef de France soutenu d'un filet d'argent. |
| Blason de Boujan-sur-Libron | Détails | Le statut officiel du blason reste à déterminer.                                |

| Blason de Le Bousquet-d'Orb | Blason  | Parti de un coupé de deux d'argent et de gueules: aux 1er et 2e à l'étoile de l'un en l'autre brochant sur trois éclairs, d'azur sur l'argent, et d'argent sur le gueules, au 3e à une lettre capitale anglaise B d'or, au 4e à la lampe de mineur brochant sur un pic et une pelle passés en sautoir, le tout de gueules, au 5e au chalumeau de verrier de sable brochant sur deux felles en sautoir de gueules avec leur boule de pâte de verre du même en pointe, au 6e à la lettre capitale anglaise O d'or. |
| Blason de Le Bousquet-d'Orb | Détails | Ces armes ont été créées dans les années 1950 par Gaston Gachon. |

| Blason de Bouzigues | Blason  | Parti d'or à une crosse contournée de gueules issante de trois trangles ondées d'azur en pointe, et du même à une tour donjonnée de trois pièces d'argent maçonnée de sable et ouverte du champ. |
| Blason de Bouzigues | Détails | Création Jean-Paul Fernon et Didier Catarina. Adopté le 5 juin 2003. |

| Blason de Brignac | Blason  | D'or à 2 renards contournés regardants de gueules passant l'un sur l'autre |
| Blason de Brignac | Détails | Le statut officiel du blason reste à déterminer.                           |

| Blason de Brissac | Blason  | De gueules à la fasce ondée d'argent, accompagnée en chef d'un lion passant d'or et en pointe de trois besants d'argent. |
| Blason de Brissac | Détails | Le statut officiel du blason reste à déterminer.                                                                         |

| Blason de Buzignargues | Blason  | D'azur à Saint Nazaire, martyr, d'or tenant en sa dextre une palme du même. |
| Blason de Buzignargues | Détails | Le statut officiel du blason reste à déterminer.                            |

Pas d'information pour les communes suivantes : Le Bosc (Hérault), Brenas
- Haut – A
- B
- C
- D
- E
- F
- G
- H
- I
- J
- K
- L
- M
- N
- O
- P
- Q
- R
- S
- T
- U
- V
- W
- X
- Y
- Z

## C
| Blason de Cabrerolles | Blason  | D'hermine au pairle losangé d'or et d'azur.      |
| Blason de Cabrerolles | Détails | Le statut officiel du blason reste à déterminer. |

| Blason de Cabrières | Blason  | D'argent au pairle losangé du même et de sable.               |
| Blason de Cabrières | Détails | Devise: "Hic, in vino et in corde nostro, solis aurum manet". |

| Blason de Cambon-et-Salvergues | Blason  | Écartelé, aux 1er et 4e d'or à la cotice de gueules, au 2e d'azur à une marmite d'or, au 3e aussi d'azur à trois croissants entrelacés d'argent. |
| Blason de Cambon-et-Salvergues | Détails | Le statut officiel du blason reste à déterminer.                                                                                                 |

| Blason de Campagnan | Blason  | D'or au pairle losangé du même et de sable.      |
| Blason de Campagnan | Détails | Le statut officiel du blason reste à déterminer. |

| Blason de Campagne | Blason  | D'azur à saint Martin à cheval donnant la moitié de son manteau à un pauvre, le tout d'argent. |
| Blason de Campagne | Détails | Le statut officiel du blason reste à déterminer.                                               |

| Blason de Candillargues | Blason  | D'or au clocher de l'église du lieu au trait de sable accompagné en chef à dextre d'une pomme de gueules tigée et feuillée d'une pièce de sinople, à senestre d'un canard volant contourné au naturel et en pointe d'un taureau de sable, la tête contournée en défense accornée au naturel. |
| Blason de Candillargues | Détails | Le statut officiel du blason reste à déterminer. |

| Blason de Canet | Blason  | D’azur semé de joncs d'or, à un mur crénelé d'argent brochant, mouvant de la pointe, maçonné de sable et chargé d'une épée haute de sable. |
| Blason de Canet | Détails | Création Jean-Claude Molinier, mai 2003.                                                                                                   |

| Blason de Capestang | Blason  | Parti d'argent à une aigle essorante de sable de profil, la tête contournée, la patte dextre levée ; et d'argent à un lion de gueules. |
| Blason de Capestang | Détails | Le statut officiel du blason reste à déterminer.                                                                                       |

| Blason de Carlencas-et-Levas | Blason  | De vair au pairle losangé d'argent et de sinople. |
| Blason de Carlencas-et-Levas | Détails | Le statut officiel du blason reste à déterminer.  |

| Blason de Cassagnoles | Blason  | De gueules à un chêne terrassé d'or accompagné en chef de 2 abeilles du même et à un bélier d'argent passant brochant sur le fût de l'arbre.                                  |
| Blason de Cassagnoles | Détails | Armes parlantes. (chêne) Création Jean-Paul Fernon (d'après un projet de l'Archiviste en chef des Archives Départementales de l'Hérault en 1956). Adopté le 10 décembre 2016. |

| Blason de Castanet-le-Haut | Blason  | D'or à trois billettes couchées de sinople rangées en fasce. |
| Blason de Castanet-le-Haut | Détails | Le statut officiel du blason reste à déterminer.             |

| Blason de Castelnau-de-Guers | Blason  | D'azur, à un château de trois tours couvertes et girouettées d'or, celle du milieu plus grosse, au chef de France. |
| Blason de Castelnau-de-Guers | Détails | Armes parlantes. Le statut officiel du blason reste à déterminer.                                                  |

| Blason de Castelnau-le-Lez | Blason  | Tranché d'azur à Saint Jean-Baptiste de carnation habillé d'une peau de chameau d'or, portant sur ses épaules un agneau d'argent, tenant dans sa senestre une croix aussi d'or, et issant de la partition ; et de gueules à la croix vidée, cléchée et pommetée d'or accompagnée en pointe de trois trangles ondées d'argent. |
| Blason de Castelnau-le-Lez | Détails | Adopté en 1978 |

| Blason de Castries | Blason  | D'or à Saint Etienne de carnation, habillé en diacre, l'aube d'azur et la dalmatique de gueules, tenant en sa dextre une palme de sinople et en sa senestre trois cailloux d'argent. |
| Blason de Castries | Détails | Le statut officiel du blason reste à déterminer. |

| Blason de Caunette (La) | Blason  | D'argent à la croix de gueules chargée aux extrémités de quatre fleurs de lys d'or, au chef bastillé de trois pièces de sable chargé de trois feuilles d'orme aussi d'or. |
| Blason de Caunette (La) | Détails | Création Jean-Claude Molinier. Adopté en juin 2003. |

| Blason de Causses-et-Veyran | Blason  | De vair au pairle losangé d'or et de sinople.    |
| Blason de Causses-et-Veyran | Détails | Le statut officiel du blason reste à déterminer. |

| Blason de Caussiniojouls | Blason  | D'hermine au pairle losangé d'argent et d'azur.  |
| Blason de Caussiniojouls | Détails | Le statut officiel du blason reste à déterminer. |

| Blason de Caux | Blason  | Écartelé, au 1er de gueules à la bande d'argent, au 2d de France, au 3e de sable à un croissant d'or, au chef cousu d'azur* chargé de trois étoiles aussi d'or, au 4e de gueules à un houseau contourné d'or accompagné en chef de deux roses du même. |
| Blason de Caux | Détails | * Ces armes emploient le terme « cousu » dans le seul but de contrevenir à la règle de contrariété des couleurs : elles sont fautives : azur sur sable dans le 3e. Le statut officiel du blason reste à déterminer.                                    |

| Blason de Caylar (Le) | Blason  | D'argent à un arbre arraché de sinople fûté au naturel. |
| Blason de Caylar (Le) | Détails | Le statut officiel du blason reste à déterminer.        |

| Blason de Cazedarnes | Blason  | Tiercé en pairle, au 1er d'azur au soleil non figuré d'or, au 2e d'or à un cep de vigne feuillé et fruité de gueules soutenu d'une terrasse d'argent craquelée de sable, au 3e de gueules à une jumelle ondée abaissée d'argent, une crosse d'or brochant sur le tout. |
| Blason de Cazedarnes | Détails | Le statut officiel du blason reste à déterminer. |

| Blason de Cazevieille | Blason  | D'argent à l'aigle de sable, surmontée de trois étoiles d'azur rangées en fasce. |
| Blason de Cazevieille | Détails | Le statut officiel du blason reste à déterminer.                                 |

| Blason de Cazilhac | Blason  | D'or à deux lions léopardés de gueules, à la bordure de sinople chargée de huit besants d'argent. |
| Blason de Cazilhac | Détails | Devise: « sancti leony de cassilhaco 1508 ».                                                      |

| Blason de Cazouls-d'Hérault | Blason  | D'or au pairle losangé d'argent et de sable.     |
| Blason de Cazouls-d'Hérault | Détails | Le statut officiel du blason reste à déterminer. |

| Blason de Cazouls-lès-Béziers | Blason  | De sinople au sautoir losangé d'argent et de sable. |
| Blason de Cazouls-lès-Béziers | Détails | Le statut officiel du blason reste à déterminer.    |

| Blason de Cébazan | Blason  | D'or à saint Martin à cheval donnant la moitié de son manteau à un pauvre, le tout d'azur posé sur une terrasse de sinople. |
| Blason de Cébazan | Détails | Le statut officiel du blason reste à déterminer.                                                                            |

| Blason de Ceilhes-et-Rocozels | Blason  | De sinople au pairle losangé d'argent et de gueules accosté de deux rocs d'échiquier d'or, au chef d'azur* chargé de trois roses d'argent.                                  |
| Blason de Ceilhes-et-Rocozels | Détails | * Il y a là non-respect de la règle de contrariété des couleurs : ces armes sont fautives (azur sur sinople). Armes parlantes. (rocs et roses) Adopté le 11 septembre 1965. |

| Blason de Cers | Blason  | De sable, au sautoir losangé d'argent et du même. |
| Blason de Cers | Détails | Le statut officiel du blason reste à déterminer.  |

| Blason de Cessenon-sur-Orb | Blason  | Taillé de gueules et d'azur, à deux lions d'or, l'un chargeant le gueules, l'autre l'azur. |
| Blason de Cessenon-sur-Orb | Détails | Le statut officiel du blason reste à déterminer.                                           |

| Blason de Cesseras | Blason  | De gueules à trois fasces d'or, à une hache d'armes d'argent brochant en pal. |
| Blason de Cesseras | Détails | Le statut officiel du blason reste à déterminer.                              |

| Blason de Ceyras | Blason  | De sable au lion d'argent.                       |
| Blason de Ceyras | Détails | Le statut officiel du blason reste à déterminer. |

| Blason de Clapiers | Blason  | D'azur au clocher d'or ouvert et ajouré du champ posé sur une terrasse aussi d'or, et accosté de deux pins de sinople fûtés au naturel, surmontés, celui de dextre, d'une croix cléchée et pommetée d'or remplie de gueules et, celui de senestre, d'un tau d'or. |
| Blason de Clapiers | Détails | Le statut officiel du blason reste à déterminer. |

| Blason de Claret | Blason  | D'azur à une montagne d'argent herbée de sinople surmontée d'un croissant accosté de deux étoiles, le tout aussi d'argent. |
| Blason de Claret | Détails | Le statut officiel du blason reste à déterminer.                                                                           |

| Blason de Clermont-l'Hérault | Blason  | D'argent à la fasce de gueules accompagnée de deux mouchetures d'hermines en chef et d'un tourteau aussi de gueules en pointe, au chef d'azur chargé de deux fleurs de lys d'or. |
| Blason de Clermont-l'Hérault | Détails | Le statut officiel du blason reste à déterminer. |

| Blason de Colombières-sur-Orb | Blason  | D'azur à trois colombes d'argent.                                 |
| Blason de Colombières-sur-Orb | Détails | Armes parlantes. Le statut officiel du blason reste à déterminer. |

| Blason de Colombiers | Blason  | De gueules à une tour couverte d'or, maçonnée et ouverte de sable, mouvant à senestre d'une champagne crénelée d'argent, aussi maçonnée de sable, accostée de deux colombes volantes affrontées d'argent, au franc-canton cousu de sable chargé d'une colombe essorante aussi d'argent, au comble d'azur* chargé de trois étoiles d'or. |
| Blason de Colombiers | Détails | Armes parlantes. * Il y a là non-respect de la règle de contrariété des couleurs : ces armes sont fautives (azur et sable sur gueules). Le statut officiel du blason reste à déterminer. |

| Blason de Combaillaux | Blason  | D'azur à Saint Julien martyr tenant dans sa dextre une palme, le tout d'or. |
| Blason de Combaillaux | Détails | Le statut officiel du blason reste à déterminer.                            |

| Blason de Combes | Blason  | Écartelé d'or et de gueules, à trois arbres, celui du milieu plus élevé, posés sur un mont de trois coupeaux, le tout de sinople. |
| Blason de Combes | Détails | Création Jean-Paul Fernon et Didier Catarina. Adopté en juin 2003.                                                                |

| Blason de Corneilhan | Blason  | D'or à trois corneilles de sable, becquées et membrées de gueules, au chef de France. |
| Blason de Corneilhan | Détails | Armes parlantes. (corneilles) Le statut officiel du blason reste à déterminer.        |

| Blason de Coulobres | Blason  | D'argent au pairle losangé du même et d'azur.    |
| Blason de Coulobres | Détails | Le statut officiel du blason reste à déterminer. |

| Blason de Courniou | Blason  | Tranché : au 1er de gueules à une croix cléchée pommetée et vidée d'or, au 2d d'or à trois châtaignes au naturel ordonnées en orle ; à la cotice d'azur brochant sur la partition ; au chef de sable chargé d'une chauve-souris d'argent. |
| Blason de Courniou | Détails | Adopté en octobre 1984. |

| Blason de Cournonsec | Blason  | D'or au chef losangé d'argent et de sinople.     |
| Blason de Cournonsec | Détails | Le statut officiel du blason reste à déterminer. |

| Blason de Cournonterral | Blason  | D'azur au chef losangé d'argent et de sinople.   |
| Blason de Cournonterral | Détails | Le statut officiel du blason reste à déterminer. |

| Blason de Creissan | Blason  | D'or à la fasce fuselée du même et de sinople.   |
| Blason de Creissan | Détails | Le statut officiel du blason reste à déterminer. |

| Blason de Crès (Le) | Blason  | D'azur à une grappe de raisin feuillée de deux pièces, suspendue à une lettre C capitale entourant un rameau d'olivier en barre fruité d'une pièce et feuillé de deux, l'ensemble soutenu de deux feuilles de chêne vert courbées passées en sautoir, le tout d'or, à la croix cléchée et pommetée d'or, remplie de gueules, brochant en pointe sur les feuilles de chêne. |
| Blason de Crès (Le) | Détails | Création César Vezzani (années 1990). |

| Blason de Cruzy | Blason  | Écartelé au 1er de gueules plain, aux 2e et 3e d'azur au lion d'or armé, lampassé et couronné de gueules, et au chef cousu* du même chargé de trois étoiles d'or, au 4e d'argent à la croix de gueules. |
| Blason de Cruzy | Détails | * Il y a là non-respect de la règle de contrariété des couleurs : ces armes sont fautives (gueules sur azur). Adopté en 1998.                                                                           |

Pas d'information pour les communes suivantes : Camplong (Hérault), Causse-de-la-Selle, Celles (Hérault), Le Cros
- Haut – A
- B
- C
- D
- E
- F
- G
- H
- I
- J
- K
- L
- M
- N
- O
- P
- Q
- R
- S
- T
- U
- V
- W
- X
- Y
- Z

## D
| Blason de Dio-et-Valquières | Blason  | De sinople au pairle losangé d'or et d'azur.     |
| Blason de Dio-et-Valquières | Détails | Le statut officiel du blason reste à déterminer. |

- Haut – A
- B
- C
- D
- E
- F
- G
- H
- I
- J
- K
- L
- M
- N
- O
- P
- Q
- R
- S
- T
- U
- V
- W
- X
- Y
- Z

## E
| Blason de Espondeilhan | Blason  | D'hermine au sautoir losangé d'argent et de sable. |
| Blason de Espondeilhan | Détails | Le statut officiel du blason reste à déterminer.   |

- Haut – A
- B
- C
- D
- E
- F
- G
- H
- I
- J
- K
- L
- M
- N
- O
- P
- Q
- R
- S
- T
- U
- V
- W
- X
- Y
- Z

## F
| Blason de Fabrègues | Blason  | D'or à un arbre de sinople.                      |
| Blason de Fabrègues | Détails | Le statut officiel du blason reste à déterminer. |

| Blason de Faugères | Blason  | De sable au pairle losangé d'argent et de gueules. |
| Blason de Faugères | Détails | Le statut officiel du blason reste à déterminer.   |

| Blason de Félines-Minervois | Blason  | D'or à deux fasces de gueules, accompagnées de six coqs de sables posés 3,2,1. |
| Blason de Félines-Minervois | Détails | Le statut officiel du blason reste à déterminer.                               |

| Blason de Ferrals-les-Montagnes | Blason  | D'azur au pal fuselé d'argent et du champ.       |
| Blason de Ferrals-les-Montagnes | Détails | Le statut officiel du blason reste à déterminer. |

| Blason de Ferrières-les-Verreries | Blason  | D'or à six fers à cheval de sable ordonnés 3, 2, 1.                      |
| Blason de Ferrières-les-Verreries | Détails | Armes parlantes. (fers) Le statut officiel du blason reste à déterminer. |

| Blason de Florensac | Blason  | D'azur à un sac d'or rempli de fleurs au naturel (alias : d'argent).                          |
| Blason de Florensac | Détails | Armes parlantes. (calembour : fleurs en sac) Le statut officiel du blason reste à déterminer. |

| Blason de Fontanès | Blason  | D'or à la croix de gueules chargée en cœur d'une fontaine d'argent jaillissante d'azur. |
| Blason de Fontanès | Détails | Armes parlantes. (fontaine) Le statut officiel du blason reste à déterminer.            |

| Blason de Fontès | Blason  | D'argent au pairle losangé d'or et de sinople.   |
| Blason de Fontès | Détails | Le statut officiel du blason reste à déterminer. |

| Blason de Fos | Blason  | De sable au pairle losangé d'or et de sinople.   |
| Blason de Fos | Détails | Le statut officiel du blason reste à déterminer. |

| Blason de Fouzilhon | Blason  | D'hermine au pairle losangé d'or et de sable.    |
| Blason de Fouzilhon | Détails | Le statut officiel du blason reste à déterminer. |

| Blason de Fraisse-sur-Agout | Blason  | D'azur au frêne d'argent surmonté de trois fleurs de lis d'or rangées en fasce; à la bordure cousue de gueules. |
| Blason de Fraisse-sur-Agout | Détails | * Ces armes emploient le terme « cousu » dans le seul but de contrevenir à la règle de contrariété des couleurs : elles sont fautives : bordure de gueules. Armes parlantes. (frêne) Le statut officiel du blason reste à déterminer. |

| Blason de Frontignan | Blason  | De gueules à une tour d'argent donjonnée de trois tourelles du même, le tout maçonné de sable. |
| Blason de Frontignan | Détails | Le statut officiel du blason reste à déterminer.                                               |

Pas d'information pour les communes suivantes : Ferrières-Poussarou, Fozières
- Haut – A
- B
- C
- D
- E
- F
- G
- H
- I
- J
- K
- L
- M
- N
- O
- P
- Q
- R
- S
- T
- U
- V
- W
- X
- Y
- Z

## G
| Blason de Gabian | Blason  | De sinople au pairle losangé d'argent et du champ. |
| Blason de Gabian | Détails | Le statut officiel du blason reste à déterminer.   |

| Blason de Galargues | Blason  | D'azur à Notre-Dame d'argent, la dextre sur la poitrine. |
| Blason de Galargues | Détails | Le statut officiel du blason reste à déterminer.         |

| Blason de Ganges | Blason  | Écartelé d'argent et de sable, à quatre lions de l'un en l'autre . |
| Blason de Ganges | Détails | Le statut officiel du blason reste à déterminer.                   |

| Blason de Garrigues | Blason  | D'or au chêne de sinople fûté de sable et terrassé de gueules, au chef d'azur chargé de trois monts de trois coupeaux isolés d'argent. |
| Blason de Garrigues | Détails | Création Jean-Louis Richard, 1992. |

| Blason de Gigean | Blason  | D'argent au lion de gueules.                     |
| Blason de Gigean | Détails | Le statut officiel du blason reste à déterminer. |

| Blason de Gignac | Blason  | De gueules à la tour d'argent, maçonnée de sable, surmontée de trois fleurs de lis d'or rangées en chef. |
| Blason de Gignac | Détails | Le statut officiel du blason reste à déterminer.                                                         |

| Blason de Gorniès | Blason  | D'or au chef losangé d'argent et d'azur.         |
| Blason de Gorniès | Détails | Le statut officiel du blason reste à déterminer. |

| Blason de Grabels | Blason  | De gueules à la gerbe de blé d'or, au chef d'argent chargé de trois étoiles d'azur. |
| Blason de Grabels | Détails | Le statut officiel du blason reste à déterminer.                                    |

| Blason de Graissessac | Blason  | De gueules à la machine à fabriquer les clous d'argent, en pointe, surmontée d'une grappe de raisin à dextre et d'une lampe de mineur à senestre, le tout d'or ; au chef cousu* d'azur. |
| Blason de Graissessac | Détails | * Ces armes emploient le terme « cousu » dans le seul but de contrevenir à la règle de contrariété des couleurs : elles sont fautives : azur sur gueules.                               |

| Blason de Guzargues | Blason  | D'azur à Saint Michel d'or terrassant un diable du même. |
| Blason de Guzargues | Détails | Le statut officiel du blason reste à déterminer.         |

Pas d'information pour les communes suivantes : La Grande-Motte
- Haut – A
- B
- C
- D
- E
- F
- G
- H
- I
- J
- K
- L
- M
- N
- O
- P
- Q
- R
- S
- T
- U
- V
- W
- X
- Y
- Z

## H
| Blason de Hérépian | Blason  | De gueules au pairle losangé d'or et d'azur.     |
| Blason de Hérépian | Détails | Le statut officiel du blason reste à déterminer. |

- Haut – A
- B
- C
- D
- E
- F
- G
- H
- I
- J
- K
- L
- M
- N
- O
- P
- Q
- R
- S
- T
- U
- V
- W
- X
- Y
- Z

## J
| Blason de Jacou | Blason  | D'azur à trois glands renversés d'or surmontés d'une étoile du même. |
| Blason de Jacou | Détails | Le statut officiel du blason reste à déterminer.                     |

| Blason de Joncels | Blason  | De sinople au pairle losangé d'or et du champ.   |
| Blason de Joncels | Détails | Le statut officiel du blason reste à déterminer. |

| Blason de Jonquières | Blason  | D'argent à une botte de joncs de sinople liée d'or, surmontée du texte « J'EN TIENS DEUX MILLE » en majuscules de sable disposées en arc de cercle. |
| Blason de Jonquières | Détails | Armes parlantes. Officiel (décision du C.M.) depuis le 07/03/2017.                                                                                  |

| Blason de Juvignac | Blason  | De gueules au chef losangé d'or et de sable.     |
| Blason de Juvignac | Détails | Le statut officiel du blason reste à déterminer. |

- Haut – A
- B
- C
- D
- E
- F
- G
- H
- I
- J
- K
- L
- M
- N
- O
- P
- Q
- R
- S
- T
- U
- V
- W
- X
- Y
- Z

## L
| Blason de Lacoste | Blason  | D'azur à une croix à longue hampe d'argent mouvant de la pointe portant à senestre une bannière du même chargée de l'inscription de sable "ECCE AGNUS DEI", adextrée d'un rencontre de chèvre aussi d'argent, au chef bastillé de trois pièces d'or chargé d'un tourteau de gueules. |
| Blason de Lacoste | Détails | Création Jean-Claude Molinier. Adopté le 10 octobre 2003. |

| Blason de Lagamas | Blason  | D'or à deux rameaux d'olivier de sinople fruités de sable passés en sautoir, au chef d'azur chargé de trois étoiles d'argent. |
| Blason de Lagamas | Détails | Le statut officiel du blason reste à déterminer.                                                                              |

| Blason de Lamalou-les-Bains | Blason  | D'azur au soleil non figuré d'or se levant derrière une chaîne de montagnes de sable, d'où coule une rivière d'argent dans une plaine de sinople. Devise / Cri« salus ex aquis » (la santé vient de l’eau). |
| Blason de Lamalou-les-Bains | Détails | * Il y a là non-respect de la règle de contrariété des couleurs : ces armes sont fautives (sable sur azur).                                                                                                 |

| Blason de Lansargues | Blason  | De gueules à deux lances de tournoi passées en sautoir, surmontées d'une gerbe de blé et auxquelles est suspendue une grappe de raisin, le tout d'or, au chef d'azur chargé d'un soleil non figuré accosté de deux étoiles, le tout aussi d'or. |
| Blason de Lansargues | Détails | Armes parlantes. (lances) * Il y a là non-respect de la règle de contrariété des couleurs : ces armes sont fautives (azur sur gueules). |

| Blason de Laroque | Blason  | D'or à un cœur de gueules accosté de 2 pommes de pin renversées de sinople reliées au cœur par 2 cordons en arc de cercle de sable ; au chef cousu d'argent chargé de 3 mouches à miel de sable. |
| Blason de Laroque | Détails | * Il y a là non-respect de la règle de contrariété des couleurs : ces armes sont fautives (argent sur or). Modification du blason précédent par délibération du 25 juin 2004.                    |
| Blason de Laroque | Alias   | D'azur au rocher d'argent, surmonté de trois croisettes d'or rangées en chef. |

| Blason de Lattes | Blason  | D'or aux quatre pals de gueules, à la cotice du même brochant sur le tout. |
| Blason de Lattes | Détails | Le statut officiel du blason reste à déterminer.                           |

| Blason de Laurens | Blason  | D'hermine au pairle losangé d'or et de sinople.  |
| Blason de Laurens | Détails | Le statut officiel du blason reste à déterminer. |

| Blason de Lauret | Blason  | De sinople à saint Brice martyr d'argent tenant en sa dextre une palme d'or. |
| Blason de Lauret | Détails | Le statut officiel du blason reste à déterminer.                             |

| Blason de Lavérune | Blason  | D'azur à la fasce d'argent.                      |
| Blason de Lavérune | Détails | Le statut officiel du blason reste à déterminer. |

| Blason de Lespignan | Blason  | De sinople au sautoir losangé d'or et d'azur.    |
| Blason de Lespignan | Détails | Le statut officiel du blason reste à déterminer. |

| Blason de Lézignan-la-Cèbe | Blason  | D'argent au pairle losangé d'or et d'azur.       |
| Blason de Lézignan-la-Cèbe | Détails | Le statut officiel du blason reste à déterminer. |

| Blason de Lieuran-Cabrières | Blason  | D'argent au pairle losangé du même et de sinople. |
| Blason de Lieuran-Cabrières | Détails | Le statut officiel du blason reste à déterminer.  |

| Blason de Lieuran-lès-Béziers | Blason  | De sable au sautoir losangé d'or et du champ.    |
| Blason de Lieuran-lès-Béziers | Détails | Le statut officiel du blason reste à déterminer. |

| Blason de Lignan-sur-Orb | Blason  | D'hermine au sautoir losangé d'or et de gueules. |
| Blason de Lignan-sur-Orb | Détails | Le statut officiel du blason reste à déterminer. |

| Blason de Livinière (La) | Blason  | D'azur à la lettre L capitale d'or.              |
| Blason de Livinière (La) | Détails | Le statut officiel du blason reste à déterminer. |

| Blason de Lodève | Blason  | D'azur à la croix cantonnée au premier d'une étoile, au deuxième d'un croissant, au troisième d'une lettre L capitale, au quatrième d'une lettre D capitale, le tout d'or, sur le tout d'azur à une fleur de lys aussi d'or. |
| Blason de Lodève | Détails | Le statut officiel du blason reste à déterminer. |
| Blason de Lodève | Alias   | D'azur, à la croix d'or cantonnée au 1er d'une étoile, au 2e d'un croissant, au 3e d'un L, au 4e d'un D, le tout d'or. |

| Blason de Loupian | Blason  | D'azur à un loup d'argent sur une terrasse de sinople. |
| Blason de Loupian | Détails | Armes parlantes. * Il y a là non-respect de la règle de contrariété des couleurs : ces armes sont fautives (sinople sur azur). Le statut officiel du blason reste à déterminer. |

| Blason de Lunas | Blason  | De sinople au pairle losangé d'or et de gueules. |
| Blason de Lunas | Détails | Le statut officiel du blason reste à déterminer. |

| Blason de Lunel | Blason  | D'azur à un croissant d'argent surmonté d'une étoile d'or. |
| Blason de Lunel | Détails | Le statut officiel du blason reste à déterminer.           |

| Blason de Lunel-Viel | Blason  | Écartelé aux 1er et 4e d'or à un bœuf rampant de gueules, au 2d d'azur à la fasce d'or accompagnée en chef de trois besants d'or et en pointe d'un croissant d'argent, au 3e d'azur à la croix d'or, sur le tout d'azur à un cygne d'argent nageant sur une rivière ondée du même. |
| Blason de Lunel-Viel | Détails | Le statut officiel du blason reste à déterminer. |

Pas d'information pour les communes suivantes : Lauroux, Lavalette (Hérault), Liausson
- Haut – A
- B
- C
- D
- E
- F
- G
- H
- I
- J
- K
- L
- M
- N
- O
- P
- Q
- R
- S
- T
- U
- V
- W
- X
- Y
- Z

## M
| Blason de Magalas | Blason  | D'hermine au pairle losangé d'argent et de sable. |
| Blason de Magalas | Détails | Le statut officiel du blason reste à déterminer.  |

| Blason de Maraussan | Blason  | De sinople au sautoir losangé d'argent et de gueules. |
| Blason de Maraussan | Détails | Le statut officiel du blason reste à déterminer.      |

| Blason de Margon | Blason  | D'hermine au pairle losangé d'argent et de gueules. |
| Blason de Margon | Détails | Le statut officiel du blason reste à déterminer.    |

| Blason de Marseillan | Blason  | D'argent à trois pals de gueules.                |
| Blason de Marseillan | Détails | Le statut officiel du blason reste à déterminer. |

| Blason de Marsillargues | Blason  | D'azur à une lettre M gothique d'argent incluse dans un orle du même. |
| Blason de Marsillargues | Détails | Le statut officiel du blason reste à déterminer.                      |

| Blason de Matelles (Les) | Blason  | D'or à la lettre M onciale de gueules, au chef du même chargé de trois croisettes d'argent. |
| Blason de Matelles (Les) | Détails | Le statut officiel du blason reste à déterminer.                                            |

| Blason de Mauguio | Blason  | De gueules à la croix d'or cantonnée de douze besants du même, trois dans chaque canton. |
| Blason de Mauguio | Détails | Le statut officiel du blason reste à déterminer.                                         |

| Blason de Maureilhan | Blason  | De sinople au sautoir losangé d'argent et d'azur. |
| Blason de Maureilhan | Détails | Le statut officiel du blason reste à déterminer.  |

| Blason de Mèze | Blason  | D'azur à l'agneau pascal d'argent tenant de sa patte senestre de devant une longue croix de sable avec une banderole d'or, chargée d'une croix pattée de gueules, pendante de la longue croix et attachée avec des cordons d'azur, d'argent et de gueules. |
| Blason de Mèze | Détails | Le statut officiel du blason reste à déterminer. |

| Blason de Minerve | Blason  | De gueules à une tour donjonnée de trois pièces d'argent sur un rocher d'azur. |
| Blason de Minerve | Détails | Le statut officiel du blason reste à déterminer.                               |

| Blason de Mireval | Blason  | D'or à Sainte Eulalie d'azur surmontée du Saint Sacrement de gueules. |
| Blason de Mireval | Détails | Le statut officiel du blason reste à déterminer.                      |

| Blason de Mons-la-Trivalle | Blason  | D'azur à une tour posée sur un mont entre deux montagnes et surmontée d'un croissant, le tout d'argent. |
| Blason de Mons-la-Trivalle | Détails | Le statut officiel du blason reste à déterminer.                                                        |

| Blason de Montady | Blason  | De sinople, au sautoir losangé d'or et du champ. |
| Blason de Montady | Détails | Le statut officiel du blason reste à déterminer. |

| Blason de Montagnac | Blason  | D'azur à un monde d'or accosté de deux fleurs de lys du même. |
| Blason de Montagnac | Détails | Le statut officiel du blason reste à déterminer.              |

| Blason de Montarnaud | Blason  | D'argent à une montagne de sable sommée d'une croix du même. |
| Blason de Montarnaud | Détails | Le statut officiel du blason reste à déterminer.             |

| Blason de Montaud | Blason  | D'or à Sainte Marguerite de carnation, habillée d'azur et de gueules, foulant aux pieds un dragon de sinople qu'elle tient attaché à sa dextre par une chaîne d'argent |
| Blason de Montaud | Détails | Différences entre dessin et blasonnement : le blason ci-contre indique Sainte Marguerite comme couronnée de sable et nimbée de gueules, ce qui premièrement est fautif, et deuxièmement n'apparait pas dans le blasonnement. Le statut officiel du blason reste à déterminer. |

| Blason de Montbazin | Blason  | D'or à un monde d'azur, chargé en cœur de la lettre B capitale d'argent surmontée d'un croissant du même. |
| Blason de Montbazin | Détails | Le statut officiel du blason reste à déterminer.                                                          |

| Blason de Montblanc | Blason  | D'azur au pairle losangé d'argent et de gueules. |
| Blason de Montblanc | Détails | Le statut officiel du blason reste à déterminer. |

| Blason de Montels | Blason  | De gueules au pal fuselé d'argent et de sable.   |
| Blason de Montels | Détails | Le statut officiel du blason reste à déterminer. |

| Blason de Montesquieu | Blason  | De sable au pairle losangé d'or et de gueules.   |
| Blason de Montesquieu | Détails | Le statut officiel du blason reste à déterminer. |

| Blason de Montferrier-sur-Lez | Blason  | D'or à trois fers à cheval de gueules.                                   |
| Blason de Montferrier-sur-Lez | Détails | Armes parlantes. (fers) Le statut officiel du blason reste à déterminer. |

| Blason de Montouliers | Blason  | De gueules à la fasce cordée d'argent, accompagnée de quatre étoiles à huit rais d'or, trois en chef et une en pointe. |
| Blason de Montouliers | Détails | Le statut officiel du blason reste à déterminer.                                                                       |

| Blason de Montoulieu | Blason  | Fascé de gueules et d'argent.                    |
| Blason de Montoulieu | Détails | Le statut officiel du blason reste à déterminer. |

| Blason de Montpellier | Blason  | D'azur à la Sainte Vierge de carnation vêtue d'une robe de gueules et d'un manteau du champ, assise sur un trône antique d'or, tenant l'Enfant Jésus aussi de carnation vêtu d'azur, le tout surmonté des lettres A et M onciales d'argent et soutenu en pointe d'un écusson du même chargé d'un tourteau de gueules. |
| Blason de Montpellier | Détails | Le statut officiel du blason reste à déterminer. |

| Blason de Montpeyroux | Blason  | Fascé d'or et d'azur, au chef cousu d'argent. |
| Blason de Montpeyroux | Détails | * Ces armes emploient le terme « cousu » dans le seul but de contrevenir à la règle de contrariété des couleurs : elles sont fautives : argent sur or. |

| Blason de Moulès-et-Baucels | Blason  | D'argent à deux croix pattées de sable.          |
| Blason de Moulès-et-Baucels | Détails | Le statut officiel du blason reste à déterminer. |

| Blason de Mourèze | Blason  | D'or à un bouton de lys tigé et feuillé de 6 pièces de gueules.                                                                                |
| Blason de Mourèze | Détails | Aimablement transmis par Jean-Paul Fernon d'après un dessin de Gaston Combarnous. Confirmé par la délibération municipale du 12 décembre 2017. |

| Blason de Mudaison | Blason  | De gueules au chef losangé d'or et du champ.     |
| Blason de Mudaison | Détails | Le statut officiel du blason reste à déterminer. |

| Blason de Murles | Blason  | Tranché d'azur à un lion d'argent tenant entre ses pattes antérieures une tour d'or, et de gueules à un griffon aussi d'or issant d'une palme du même posée en fasce, accompagné en pointe d'un huchet d'argent lié de sable. |
| Blason de Murles | Détails | Le statut officiel du blason reste à déterminer. |

| Blason de Murviel-lès-Béziers | Blason  | D'azur à un château de cinq tours, celle du centre plus haute et couverte, celles de dextre surmontées des lettres capitales MUR et celles de senestre des lettres capitales VIEL, le château soutenu d'une burelle alésée accompagnée en pointe de trois barres également alésées, le tout d'argent. |
| Blason de Murviel-lès-Béziers | Détails | Le statut officiel du blason reste à déterminer. |

| Blason de Murviel-lès-Montpellier | Blason  | De sinople à Saint Jean-Baptiste d'argent. |
| Blason de Murviel-lès-Montpellier | Détails | Différences entre dessin et blasonnement : l'agneau du blason ci-contre n'est pas mentionné dans le blasonnement ci-dessus. Le statut officiel du blason reste à déterminer. |

Pas d'information pour les communes suivantes : Mas-de-Londres, Mérifons, Les Moulières
- Haut – A
- B
- C
- D
- E
- F
- G
- H
- I
- J
- K
- L
- M
- N
- O
- P
- Q
- R
- S
- T
- U
- V
- W
- X
- Y
- Z

## N
| Blason de Nébian | Blason  | Coupé d'azur au soleil d'or, et de gueules au cep de vigne au naturel feuillé de sinople et fruité d'or. |
| Blason de Nébian | Détails | Le statut officiel du blason reste à déterminer.                                                         |

| Blason de Neffiès | Blason  | De sable au pairle losangé d'or et d'azur.       |
| Blason de Neffiès | Détails | Le statut officiel du blason reste à déterminer. |

| Blason de Nézignan-l'Évêque | Blason  | De gueules à un soc d'araire d'or posé en pal, au chef d'azur* chargé de deux étoiles aussi d'or.                                                                              |
| Blason de Nézignan-l'Évêque | Détails | * Il y a là non-respect de la règle de contrariété des couleurs : ces armes sont fautives (chef d'azur sur champ de gueules). Le statut officiel du blason reste à déterminer. |

| Blason de Nissan-lez-Ensérune | Blason  | D'azur à un chien passant d'or surmonté d'un croissant d'argent. |
| Blason de Nissan-lez-Ensérune | Détails | Le statut officiel du blason reste à déterminer.                 |

| Blason de Nizas | Blason  | D'azur à une tour donjonnée de trois tourelles d'argent maçonnées de sable. |
| Blason de Nizas | Détails | Adopté le 18 décembre 2002.                                                 |

| Blason de Notre-Dame-de-Londres | Blason  | De sinople à Notre-Dame d'or, la main senestre sur la poitrine, l'autre baissée. |
| Blason de Notre-Dame-de-Londres | Détails | Attribué par D'Hozier.                                                           |

- Haut – A
- B
- C
- D
- E
- F
- G
- H
- I
- J
- K
- L
- M
- N
- O
- P
- Q
- R
- S
- T
- U
- V
- W
- X
- Y
- Z

## O
| Blason de Octon | Blason  | Taillé d'argent à un chêne de sinople, et de gueules à la croix cléchée, vidée et pommetée d'or, à la cotice en barre d'argent chargée du mot ALOUTOU de sable brochant sur la ligne de partition. |
| Blason de Octon | Détails | Le statut officiel du blason reste à déterminer. |

| Blason de Olargues | Blason  | D'azur à un pot d'or avec l'anse du même.        |
| Blason de Olargues | Détails | Le statut officiel du blason reste à déterminer. |

| Blason de Olmet-et-Villecun | Blason  | Parti de gueules à un mouton passant d'or, et du même à un cep au naturel. |
| Blason de Olmet-et-Villecun | Détails | Création Jean-Paul Fernon. Adopté en février 2017.                         |

| Blason de Olonzac | Blason  | D'or à un chaudron de gueules, au chef de France. |
| Blason de Olonzac | Détails | Le statut officiel du blason reste à déterminer.  |

| Blason de Oupia | Blason  | D'argent à un mont de sinople chargé d'une rose du champ, au chef d'azur chargé d'un soleil d'or posé au canton dextre du chef. |
| Blason de Oupia | Détails | Création Jean-Claude Molinier (mars 2003).                                                                                      |

- Haut – A
- B
- C
- D
- E
- F
- G
- H
- I
- J
- K
- L
- M
- N
- O
- P
- Q
- R
- S
- T
- U
- V
- W
- X
- Y
- Z

## P
| Blason de Pailhès | Blason  | De sable au sautoir losangé d'or et de sinople.  |
| Blason de Pailhès | Détails | Le statut officiel du blason reste à déterminer. |

| Blason de Palavas-les-Flots | Blason  | D'argent à un esquif de sable équipé du même et habillé d'une voile latine du champ voguant sur mer d'azur agitée de sable, au chef aussi d'azur chargé de deux clefs d'or contreposées et affrontées en fasce. |
| Blason de Palavas-les-Flots | Détails | Adopté le 10 mai 1994. |

| Blason de Pardailhan | Blason  | De gueules à la bande d'or chargée de 3 navets de sable feuillés de sinople, et accompagnée en chef d'un alérion d'argent et en pointe d'une tour du même. |
| Blason de Pardailhan | Détails | Création Jean-Paul Fernon. Adopté le 8 juillet 2011. |

| Blason de Paulhan | Blason  | D'azur au pairle losangé d'or et de sinople, à la filière du second. |
| Blason de Paulhan | Détails | Le statut officiel du blason reste à déterminer.                     |

| Blason de Péret | Blason  | D'argent au pairle losangé du champ et de gueules. |
| Blason de Péret | Détails | Le statut officiel du blason reste à déterminer.   |

| Blason de Pérols | Blason  | De gueules au buste de Saint Sixte auréolé d’or brochant sur deux palmes d'argent passées en sautoir en pointe |
| Blason de Pérols | Détails | Le statut officiel du blason reste à déterminer.                                                               |

| Blason de Pézenas | Blason  | D'argent aux trois fasces de gueules, au franc-canton d'or chargé d'un dauphin d'azur, au chef de France. |
| Blason de Pézenas | Détails | Le statut officiel du blason reste à déterminer.                                                          |

| Blason de Pézènes-les-Mines | Blason  | De sable au pairle losangé d'argent et d'azur.   |
| Blason de Pézènes-les-Mines | Détails | Le statut officiel du blason reste à déterminer. |

| Blason de Pierrerue | Blason  | Parti de gueules au sautoir d'or, au chef d'or chargé d'une tour de sable ajourée du champ ; et d'or à un mûrier au naturel, au chef de gueules chargé de 2 palmes d'or passées en sautoir ; à un filet d'argent brochant en pal sur la partition. |
| Blason de Pierrerue | Détails | Création JP Fernon et Daniel Roger - Adopté par délibération du 20 décembre 2016. |

| Blason de Pignan | Blason  | D'azur à un château à deux tours d'argent, maçonné de sable, accompagné en chef, à dextre d'un écusson de gueules chargé d'une croix cléchée, vidée et pommetée d'or, à senestre d'un écusson d'or aux quatre pals de gueules et en pointe d'un pin d'or. |
| Blason de Pignan | Détails | * Il y a là non-respect de la règle de contrariété des couleurs : ces armes sont fautives (gueules sur azur). Le statut officiel du blason reste à déterminer.                                                                                            |

| Blason de Pinet | Blason  | D'argent à un pieu de sinople.                   |
| Blason de Pinet | Détails | Le statut officiel du blason reste à déterminer. |

| Blason de Plaissan | Blason  | De vair au sautoir losangé d'argent et d'azur.   |
| Blason de Plaissan | Détails | Le statut officiel du blason reste à déterminer. |

| Blason de Poilhes | Blason  | De gueules à la fasce fuselée d'or et d'azur.    |
| Blason de Poilhes | Détails | Le statut officiel du blason reste à déterminer. |

| Blason de Pomérols | Blason  | D'azur à trois pommes tigées et feuillées d'or.                            |
| Blason de Pomérols | Détails | Armes parlantes. (pommes) Le statut officiel du blason reste à déterminer. |

| Blason de Popian | Blason  | De vair au sautoir losangé d'or et de gueules.   |
| Blason de Popian | Détails | Le statut officiel du blason reste à déterminer. |

| Blason de Portiragnes | Blason  | D'hermine au sautoir losangé d'or et d'azur.     |
| Blason de Portiragnes | Détails | Le statut officiel du blason reste à déterminer. |

| Blason de Pouget (Le) | Blason  | De vair au sautoir losangé d'or et de sinople.   |
| Blason de Pouget (Le) | Détails | Le statut officiel du blason reste à déterminer. |

| Blason de Poujol sur Orb (Le) | Blason  | De gueules, au pairle losangé d'or et du champ, accosté à dextre de trois cerises tigées et feuillées de deux pièces, à senestre de deux fraises tigées et feuillées de deux pièces rangées en bande, le tout d'argent. |
| Blason de Poujol sur Orb (Le) | Détails | Le statut officiel du blason reste à déterminer. |

| Blason de Poussan | Blason  | De sable au porc d'argent sur une terrasse de sinople et surmonté de deux clés d'or passées en sautoir et liées de gueules.                                     |
| Blason de Poussan | Détails | * Il y a là non-respect de la règle de contrariété des couleurs : ces armes sont fautives (sinople sur sable). Le statut officiel du blason reste à déterminer. |

| Blason de Pouzolles | Blason  | D'hermine au pairle losangé d'argent et de sinople. |
| Blason de Pouzolles | Détails | Le statut officiel du blason reste à déterminer.    |

| Blason de Pouzols | Blason  | De vair au sautoir losangé d'argent et de gueules. |
| Blason de Pouzols | Détails | Le statut officiel du blason reste à déterminer.   |

| Blason de Pradal (Le) | Blason  | De gueules au pairle losangé d'argent et de sinople. |
| Blason de Pradal (Le) | Détails | Le statut officiel du blason reste à déterminer.     |

| Blason de Prades-le-Lez | Blason  | De sinople au lion d'or armé et lampassé de gueules. |
| Blason de Prades-le-Lez | Détails | Le statut officiel du blason reste à déterminer.     |

| Blason de Prades-sur-Vernazobre | Blason  | De sinople au dragon d'or soutenu d'une trangle ondée d'argent ; au chef d'or chargé d'une fleur de lys d'azur accostée de 2 grappes de raisin de gueules pamprées de sinople. |
| Blason de Prades-sur-Vernazobre | Détails | Création JP Fernon et Didier Catarina – Adopté par délibération du 15 décembre 2016.                                                                                           |

| Blason de Prémian | Blason  | De gueules à une anille d'argent, au chef de France. |
| Blason de Prémian | Détails | Le statut officiel du blason reste à déterminer.     |

| Blason de Le Puech | Blason  | D'azur à un mont (puech) isolé d'or sommé d'un créquier du même; à la bordure crénelée cousue* de gueules. |
| Blason de Le Puech | Détails | * Ces armes emploient le terme « cousu » dans le seul but de contrevenir à la règle de contrariété des couleurs : elles sont fautives : bordure de gueules sur champ d'azur. La commune a adopté en 2014 les armes des seigneurs du Puech d'Aubaygues |

| Blason de Puéchabon | Blason  | De sable à Saint Pierre d'argent tenant dans sa dextre deux clefs passées en sautoir du même. |
| Blason de Puéchabon | Détails | Le statut officiel du blason reste à déterminer.                                              |

| Blason de Puilacher | Blason  | D'hermine au sautoir losangé d'argent et de sinople. |
| Blason de Puilacher | Détails | Le statut officiel du blason reste à déterminer.     |

| Blason de Puimisson | Blason  | De sable au sautoir losangé d'argent et de gueules. |
| Blason de Puimisson | Détails | Le statut officiel du blason reste à déterminer.    |

| Blason de Puissalicon | Blason  | De vair au pairle losangé d'or et d'azur.        |
| Blason de Puissalicon | Détails | Le statut officiel du blason reste à déterminer. |

| Blason de Puisserguier | Blason  | D'azur à un pélican et sa criée d'argent.        |
| Blason de Puisserguier | Détails | Le statut officiel du blason reste à déterminer. |

Pas d'information pour les communes suivantes : Pégairolles-de-Buèges, Pégairolles-de-l'Escalette, Les Plans (Hérault) , Poujols
- Haut – A
- B
- C
- D
- E
- F
- G
- H
- I
- J
- K
- L
- M
- N
- O
- P
- Q
- R
- S
- T
- U
- V
- W
- X
- Y
- Z

## Q
| Blason de Quarante | Blason  | De vair à la fasce d'or fuselée de sinople.      |
| Blason de Quarante | Détails | Le statut officiel du blason reste à déterminer. |

- Haut – A
- B
- C
- D
- E
- F
- G
- H
- I
- J
- K
- L
- M
- N
- O
- P
- Q
- R
- S
- T
- U
- V
- W
- X
- Y
- Z

## R
| Blason de Restinclières | Blason  | D'azur à Saint Césaire habillé en évêque d'argent, la chasuble d'or bordée de gueules, tenant dans sa dextre une branche de lentisque d'or et dans sa senestre une crosse aussi d'or. |
| Blason de Restinclières | Détails | Création Jean-Claude Molinier, 1991. |

| Blason de Rieussec | Blason  | Coupé d'or au mont de trois coupeaux de sinople mouvant de la partition, le coupeau central chargé de la lettre capitale R du champ ; au second du même au chef-pal de sable brochant sur une fasce ondée de tenné. |
| Blason de Rieussec | Détails | Création Christian Roussel et Jean-Paul Fernon (juin 2011) |

| Blason de Riols | Blason  | D'azur à deux lettres F et R adossées et réunies d'or brochant sur un rameau d'olivier du même. |
| Blason de Riols | Détails | Le statut officiel du blason reste à déterminer.                                                |

| Blason de Rives (Les) | Blason  | D'azur à la montagne cousue* de sinople, mouvant de la pointe, chargée d'un rencontre de brebis d'argent, surmontée de deux demi-vols adossés du même.                |
| Blason de Rives (Les) | Détails | Création Jean-Claude Molinier. * Ces armes emploient le terme « cousu » dans le seul but de contrevenir à la règle de contrariété des couleurs : elles sont fautives. |

| Blason de Romiguières | Blason  | De vair au pairle losangé d'argent et de gueules. |
| Blason de Romiguières | Détails | Le statut officiel du blason reste à déterminer.  |

| Blason de Roquebrun | Blason  | De vair au pairle losangé d'or et de sable.      |
| Blason de Roquebrun | Détails | Le statut officiel du blason reste à déterminer. |

| Blason de Roqueredonde | Blason  | De sinople au pairle losangé d'or et de sable.   |
| Blason de Roqueredonde | Détails | Le statut officiel du blason reste à déterminer. |

| Blason de Roquessels | Blason  | De sable au pairle losangé d'argent et du champ. |
| Blason de Roquessels | Détails | Le statut officiel du blason reste à déterminer. |

| Blason de Rosis | Blason  | Écartelé : au 1er d'or à une machine à fabriquer les clous de sable, aux 2e et 3e de sinople à une rose d'or, au 4e d'or à une tête de mouflon de sable. |
| Blason de Rosis | Détails | Armes parlantes. (roses) Création Jean-Claude Molinier. Adopté en juin 2003.                                                                             |

| Blason de Rouet | Blason  | D'azur au chevron d'argent accompagné de trois demi-vols du même. |
| Blason de Rouet | Détails | Le statut officiel du blason reste à déterminer.                  |

| Blason de Roujan | Blason  | De sinople, au pairle losangé d'argent et de sable. |
| Blason de Roujan | Détails | Le statut officiel du blason reste à déterminer.    |

- Haut – A
- B
- C
- D
- E
- F
- G
- H
- I
- J
- K
- L
- M
- N
- O
- P
- Q
- R
- S
- T
- U
- V
- W
- X
- Y
- Z

## S
| Blason de Saint-André-de-Buèges | Blason  | De gueules au sautoir d'or soutenu d'une trangle ondée d'argent, au chef cousu d'azur chargé de trois étoiles d'or.                                                    |
| Blason de Saint-André-de-Buèges | Détails | * Il y a là non-respect de la règle de contrariété des couleurs : ces armes sont fautives (azur sur gueules). Création Jean-Paul Fernon et Didier Catarina (mai 2003). |

| Blason de Saint-André-de-Sangonis | Blason  | De gueules à la croix de Saint André d'or ; au chef cousu d'azur chargé d'une palme en barre brochant sur une flèche en bande la pointe en bas, accostées des lettres S et C capitales, le tout d'argent.                   |
| Blason de Saint-André-de-Sangonis | Détails | * Il y a là non-respect de la règle de contrariété des couleurs : ces armes sont fautives (chef d'azur sur champ de gueules). Armes parlantes (croix de st André). D'après un document aimablement transmis par J-P Fernon. |

| Blason de Saint-Aunès | Blason  | D'argent, à un croissant de gueules surmonté d'un chêne arraché de sinople, accosté des lettres S et A de sable. |
| Blason de Saint-Aunès | Détails | Le statut officiel du blason reste à déterminer.                                                                 |

| Blason de Saint-Bauzille-de-la-Sylve | Blason  | De vair au sautoir losangé d'argent et de sable. |
| Blason de Saint-Bauzille-de-la-Sylve | Détails | Le statut officiel du blason reste à déterminer. |

| Blason de Saint-Bauzille-de-Montmel | Blason  | D'azur à saint Bauzille tenant de sa dextre une palme, le tout d'or. |
| Blason de Saint-Bauzille-de-Montmel | Détails | Armes parlantes. Le statut officiel du blason reste à déterminer.    |

| Blason de Saint-Bauzille-de-Putois | Blason  | De gueules à saint Bauzille d'argent tenant de sa dextre une palme d'or. |
| Blason de Saint-Bauzille-de-Putois | Détails | Armes parlantes. Le statut officiel du blason reste à déterminer.        |

| Blason de Saint-Brès | Blason  | D'azur à saint Brès évêque d'or issant de la pointe de l'écu tenant dans sa dextre une crosse du même et dans sa senestre un livre de gueules. |
| Blason de Saint-Brès | Détails | Armes parlantes. Le statut officiel du blason reste à déterminer.                                                                              |

| Blason de Saint-Chinian | Blason  | D'azur à une corne d'abondance d'or, déversant des fruits au naturel, senestrée en chef d'une croix cléchée et pommetée d'or remplie de gueules. |
| Blason de Saint-Chinian | Détails | Le statut officiel du blason reste à déterminer.                                                                                                 |

| Blason de Saint-Christol | Blason  | De gueules à saint Christophe d'argent accompagné en chef de deux croisettes pattées d'or. |
| Blason de Saint-Christol | Détails | Armes parlantes. Le statut officiel du blason reste à déterminer.                          |

| Blason de Saint-Clément-de-Rivière | Blason  | Taillé de gueules à un bélier arrêté d'argent, et d'or à un rameau de pin au naturel posé en barre, fruité d'une pomme en bande, feuillé de deux faisceaux d'aiguilles au naturel, celui de dextre tourné vers la pointe, celui de senestre vers le chef, à un aqueduc de dix arches d'argent brochant en barre sur la partition, soutenu d'une traverse ondée d'azur. |
| Blason de Saint-Clément-de-Rivière | Détails | Le blason de SAINT-CLEMENT-DE-RIVIERE est une création originale due aux élèves de l'école primaire, en novembre 1983, sur une idée de la Commission Mixte Culturelle et Scolaire de la Municipalité. |

| Blason de Saint-Drézéry | Blason  | D'argent à saint Drézéry de gueules tenant une palme de sinople.  |
| Blason de Saint-Drézéry | Détails | Armes parlantes. Le statut officiel du blason reste à déterminer. |

| Blason de Saint-Étienne-d'Albagnan | Blason  | Taillé d'argent à une coquille de gueules et d'or à une palme de sinople posée en bande, au chef d'azur chargé d'un soleil non figuré d'or. |
| Blason de Saint-Étienne-d'Albagnan | Détails | Le statut officiel du blason reste à déterminer.                                                                                            |

| Blason de Saint-Étienne-Estréchoux | Blason  | D'or au pal de sinople chargé d'une lampe de mineur de sable, adextré d'une grappe de raisins au naturel et senestré d'une branche de châtaignier aussi au naturel. |
| Blason de Saint-Étienne-Estréchoux | Détails | Le statut officiel du blason reste à déterminer. |

| Blason de Saint-Félix-de-Lodez | Blason  | D'azur à l'agneau pascal d'argent, la tête contournée, portant une croix de gueules avec une banderole aussi d'argent chargée d'une croix cléchée et pommetée de douze pièces d'or remplie de gueules. |
| Blason de Saint-Félix-de-Lodez | Détails | Adopté le 19 juin 2003. |

| Blason de Saint-Gély-du-Fesc | Blason  | D'argent à un ours de sable tenant de ses pattes antérieures une croix de gueules. |
| Blason de Saint-Gély-du-Fesc | Détails | Le statut officiel du blason reste à déterminer.                                   |

| Blason de Saint-Geniès-de-Fontedit | Blason  | Parti de gueules à la fontaine monumentale d'argent maçonnée de sable voûtée en ogive, la voûte surmontée d'un fronton et son évidement traversé de trois sources ondées d'azur, au chef aussi d'argent chargé de trois grenouilles de sinople ; et de sable au sautoir losangé d'argent et d'azur. |
| Blason de Saint-Geniès-de-Fontedit | Détails | Armes parlantes. (fontaine) Le statut officiel du blason reste à déterminer. |

| Blason de Saint-Geniès-de-Varensal | Blason  | D'or à deux tourteaux de gueules l'un sur l'autre. |
| Blason de Saint-Geniès-de-Varensal | Détails | Le statut officiel du blason reste à déterminer.   |

| Blason de Saint-Geniès-des-Mourgues | Blason  | D'or à Saint Geniès martyr de carnation habillé de gueules tenant en sa main une palme de sinople, au franc-quartier d'azur chargé d'une crosse d'argent accostée des lettres capitales d'or S à dextre et G à senestre. |
| Blason de Saint-Geniès-des-Mourgues | Détails | Armes parlantes. Le statut officiel du blason reste à déterminer. |

| Blason de Saint-Georges-d'Orques | Blason  | De gueules à Saint Georges contourné d'argent monté sur un cheval d'or harnaché du champ terrassant un dragon d'argent. |
| Blason de Saint-Georges-d'Orques | Détails | Armes parlantes. Le statut officiel du blason reste à déterminer.                                                       |

| Blason de Saint-Gervais-sur-Mare | Blason  | D'or à un trident renversé d'azur, la partie supérieure du manche potencée, accompagné de trois pattes de lion de gueules celles du chef affrontées. |
| Blason de Saint-Gervais-sur-Mare | Détails | Le statut officiel du blason reste à déterminer. |

| Blason de Saint-Guilhem-le-Désert | Blason  | D'azur à une crosse accompagnée de deux lettres capitales, S à dextre et G à senestre, et senestrée en chef d'une étoile, le tout d'or. |
| Blason de Saint-Guilhem-le-Désert | Détails | Le statut officiel du blason reste à déterminer.                                                                                        |

| Blason de Saint-Hilaire-de-Beauvoir | Blason  | D'azur à Saint Hilaire habillé pontificalement en évêque, crossé et mitré, le tout d'or. |
| Blason de Saint-Hilaire-de-Beauvoir | Détails | Armes parlantes. Le statut officiel du blason reste à déterminer.                        |

| Blason de Saint-Jean-de-Buèges | Blason  | D'azur à Saint Jean-Baptiste, habillé d'une peau de chameau d'or, ayant un agneau d'argent sur le bras. |
| Blason de Saint-Jean-de-Buèges | Détails | Armes parlantes. Création 2011                                                                          |

| Blason de Saint-Jean-de-Cornies | Blason  | D'azur à Saint Jean-Baptiste d'or accompagné de son agneau d'argent. |
| Blason de Saint-Jean-de-Cornies | Détails | Armes parlantes. Création D. Catarina et JP. Fernon.                 |

| Blason de Saint-Jean-de-Cuculles | Blason  | D'azur à Saint Jean-Baptiste d'or.                                |
| Blason de Saint-Jean-de-Cuculles | Détails | Armes parlantes. Le statut officiel du blason reste à déterminer. |

| Blason de Saint-Jean-de-Fos | Blason  | De vair au pal fuselé d'argent et d'azur.        |
| Blason de Saint-Jean-de-Fos | Détails | Le statut officiel du blason reste à déterminer. |

| Blason de Saint-Jean-de-la-Blaquière | Blason  | D'or à une grappe de raisin de pourpre tigée et feuillée d'une pièce de sinople, entourée de deux rameaux arrondis de sinople passés en sautoir en pointe et fruités de sable, d'olivier à dextre et de chêne à senestre. |
| Blason de Saint-Jean-de-la-Blaquière | Détails | Le statut officiel du blason reste à déterminer. |

| Blason de Saint-Jean-de-Minervois | Blason  | D'azur à la croix cléchée et pommetée de douze pièces d'or, remplie de gueules, au chef d'or à l'aigle issante aussi de gueules. |
| Blason de Saint-Jean-de-Minervois | Détails | Le statut officiel du blason reste à déterminer.                                                                                 |

| Blason de Saint-Jean-de-Védas | Blason  | D'azur à Saint Jean-Baptiste tenant en sa dextre une croix à laquelle pend une bannière et dans sa senestre un agneau, le tout d'or. |
| Blason de Saint-Jean-de-Védas | Détails | Armes parlantes. Le statut officiel du blason reste à déterminer.                                                                    |

| Blason de Saint-Julien | Blason  | Écartelé : au 1er d'or à trois chevrons d'azur, au 2e d'azur à un pot d'or, au 3e d'azur plain, au 4e d'or à la bande de gueules. |
| Blason de Saint-Julien | Détails | Le statut officiel du blason reste à déterminer.                                                                                  |

| Blason de Saint-Just | Blason  | Parti d'or aux lettres capitales de sable ST, J, U, S, T, rangées en pal, et de sinople à la croix cléchée, pommetée d'or et remplie de gueules, posée dans le canton senestre de la pointe ; à Saint Just de carnation habillé d'une tunique de gueules et tenant dans sa senestre une palme d'argent, brochant sur la partition. |
| Blason de Saint-Just | Détails | Armes parlantes. Le statut officiel du blason reste à déterminer. |

| Blason de Saint-Martin-de-l'Arçon | Blason  | D'azur au pont antique d'argent maçonné de sable, sommé d'une croix latine aussi d'argent, laquelle est accostée des lettres S et M capitales d'or. |
| Blason de Saint-Martin-de-l'Arçon | Détails | Armes parlantes. Le statut officiel du blason reste à déterminer.                                                                                   |

| Blason de Saint-Martin-de-Londres | Blason  | D'azur à un saint Martin d'or, sur un cheval d'argent, donnant la moitié de son manteau de gueules à un pauvre de carnation vêtu aussi de gueules. |
| Blason de Saint-Martin-de-Londres | Détails | Armes parlantes. Le statut officiel du blason reste à déterminer.                                                                                  |

| Blason de Saint-Mathieu-de-Tréviers | Blason  | De sable à un saint Martin à cheval donnant la moitié de son manteau à un pauvre, le tout d'or. |
| Blason de Saint-Mathieu-de-Tréviers | Détails | Armes parlantes. Le statut officiel du blason reste à déterminer.                               |

| Blason de Saint-Maurice-Navacelles | Blason  | De gueules à la croix tréflée d'or cantonnée de 4 croisettes d'argent.                               |
| Blason de Saint-Maurice-Navacelles | Détails | Création : Didier Catarina et jean-Paul Fernon adoptée par délibération municipale en décembre 2016. |

| Blason de Saint-Nazaire-de-Ladarez | Blason  | De vair au pairle losangé d'or et de gueules.    |
| Blason de Saint-Nazaire-de-Ladarez | Détails | Le statut officiel du blason reste à déterminer. |

| Blason de Saint-Nazaire-de-Pézan | Blason  | D'azur à la demi-fasce ondée abaissée d'argent, mouvant de dextre, chargée d'ondes du champ et semée de roseaux de sable, à Saint Nazaire au naturel brochant ayant la main dextre appuyée sur une épée basse d'argent garnie d'or et tenant dans sa senestre une palme de sinople, accompagné de trois rocs d'échiquier d'argent au canton senestre du chef |
| Blason de Saint-Nazaire-de-Pézan | Détails | Armes parlantes. Créé en 2011 |

| Blason de Saint-Pargoire | Blason  | De vair au sautoir losangé d'argent et de sinople. |
| Blason de Saint-Pargoire | Détails | Le statut officiel du blason reste à déterminer.   |

| Blason de Saint-Paul-et-Valmalle | Blason  | D'azur à Saint-Paul d'or mouvant de la pointe et tenant dans sa senestre un livre d'argent et dans sa dextre une épée du même versée en bande. |
| Blason de Saint-Paul-et-Valmalle | Détails | Armes parlantes. Le statut officiel du blason reste à déterminer.                                                                              |

| Blason de Saint-Pierre-de-la-Fage | Blason  | D'argent à deux clefs d'azur passées en sautoir, cantonnées de quatre menhirs de sable. |
| Blason de Saint-Pierre-de-la-Fage | Détails | Création Jean-Claude Molinier (juin 2003).                                              |

| Blason de Saint-Pons-de-Mauchiens | Blason  | D'azur à la montagne isolée de sept coupeaux d'or, 4 et 3, sommée d'une église du même, au franc-canton cousu de gueules* chargé de la Vierge couronnée tenant l'enfant Jésus dans ses bras, le tout d'argent. Devise / Cri« supra firmam petram » (bâtie sur le roc). |
| Blason de Saint-Pons-de-Mauchiens | Détails | * Il y a là non-respect de la règle de contrariété des couleurs : ces armes sont fautives (gueules sur sinople). Le statut officiel du blason reste à déterminer. |

| Blason de Saint-Pons-de-Thomières | Blason  | D'argent à un arbre de sinople fûté de sable, accompagné des lettres capitales S et P du même. |
| Blason de Saint-Pons-de-Thomières | Détails | Le statut officiel du blason reste à déterminer.                                               |

| Blason de Saint-Privat | Blason  | Ecartelé : au 1er d'azur au donjon d'argent, au 2d de gueules à la Sainte Vierge d'or, au 3e de gueules à la porte fortifiée d'or maçonnée de sable, au 4e d'azur à la meule de moulin d'argent. |
| Blason de Saint-Privat | Détails | Création Jean-Claude Molinier, 1992. |

| Blason de Saint-Saturnin-de-Lucian | Blason  | De sable aux trois fasces d'or, à la bordure de gueules. |
| Blason de Saint-Saturnin-de-Lucian | Détails | * Il y a là non-respect de la règle de contrariété des couleurs : ces armes sont fautives (bordure de gueules sur champ de sable). Le statut officiel du blason reste à déterminer. |

| Blason de Saint-Sériès | Blason  | D'azur à Saint Sériès évêque, habillé pontificalement, la mitre en tête et la crosse en la main senestre, la main dextre levée bénissant, le tout d'or. |
| Blason de Saint-Sériès | Détails | Armes parlantes. Le statut officiel du blason reste à déterminer.                                                                                       |

| Blason de Saint-Thibéry | Blason  | D'or à trois mouchetures d'hermines, au chef de France. |
| Blason de Saint-Thibéry | Détails | Le statut officiel du blason reste à déterminer.        |

| Blason de Saint-Vincent-de-Barbeyrargues | Blason  | De gueules au pal abaissé aiguisé bordé d'un liseré, au besant liseré brochant en cœur, chargé de deux billettes au trait posées en chevron et accompagné de trois étoiles rangées en chef, le tout d'argent; à la filière du même. |
| Blason de Saint-Vincent-de-Barbeyrargues | Détails | Libre interprétation, ressemblant plutôt à un logo, du blason d'Henri Haguenot, prieur et seigneur de Saint-Vincent, sculpté sur une clef de voûte de l'église.                                                                     |
| Blason de Saint-Vincent-de-Barbeyrargues | Alias   | D'azur à Saint Vincent, habillé en diacre, tenant en sa main une palme, le tout d'or (d'Hozier). |

| Blason de Saint-Vincent-d'Olargues | Blason  | Parti d'azur à deux pots d'or rangés en pal, et de sable à une croix de Malte d'argent bordée d'or. |
| Blason de Saint-Vincent-d'Olargues | Détails | Le statut officiel du blason reste à déterminer.                                                    |

| Blason de Sainte-Croix-de-Quintillargues | Blason  | D'or à la croix de gueules chargée en son cœur d'une fontaine d'argent |
| Blason de Sainte-Croix-de-Quintillargues | Détails | Le statut officiel du blason reste à déterminer.                       |

| Blason à dessiner | Blason  | De gueules réticulé d'argent à la fontaine du lieu d'or déversant dans son bassin son eau d'argent; au chef de sinople chargé d'une grappe de raisin feuillée de deux pièces accostée de deux masques de comédien, celui de dextre en bande et celui de senestre en barre, le tout d'or; ledit chef soutenu d'une divise du même. |
| Blason à dessiner | Détails | Adopté le 3 juillet 2023. |

| Blason de Salvetat-sur-Agout (La) | Blason  | De gueules à une tour d'argent ajourée et maçonnée de sable, sommée de trois donjons d'or aussi maçonnés de sable, celui du milieu plus haut que les autres, le tout posé sur une rivière d'azur mouvant de la pointe. |
| Blason de Salvetat-sur-Agout (La) | Détails | * Il y a là non-respect de la règle de contrariété des couleurs : ces armes sont fautives (azur sur gueules). Le statut officiel du blason reste à déterminer.                                                         |

| Blason de Saturargues | Blason  | D'azur à Notre-Dame d'or.                        |
| Blason de Saturargues | Détails | Le statut officiel du blason reste à déterminer. |

| Blason de Saussan | Blason  | De sinople à Saint Jean-Baptiste d'or.           |
| Blason de Saussan | Détails | Le statut officiel du blason reste à déterminer. |

| Blason de Saussines | Blason  | D'or à sept saules arrachés au naturel ordonnés 3, 1 et 3. |
| Blason de Saussines | Détails | D'après un document aimablement transmis par Jean-Paul Fernon |
| Blason de Saussines | Alias   | De gueules, à sept saules arrachés d'argent, posés 3, 1, 3. |
| Blason de Saussines | Alias   | D'azur à saint Étienne de carnation vêtu en diacre, l'aube d'argent et la dalmatique de gueules bordées d'or, tenant d'une main une palme et de l'autre trois cailloux, le tout d'or. (D'Hozier) |

| Blason de Sauteyrargues | Blason  | Écartelé en sautoir : au premier d'azur au buste de Notre-Dame d'argent auréolée d'or, issant de la partition, accosté en chef des lettres A et M onciales du même, au deuxième de gueules à la croix vidée, cléchée et pommetée d'or, au troisième d'or aux quatre pals de gueules, au quatrième d'azur au manteau d'argent et une épée d'or brochant en barre sur le tout. |
| Blason de Sauteyrargues | Détails | Création Jean-Claude Molinier, 1991. |

| Blason de Sauvian | Blason  | De gueules au sautoir losangé d'argent et du champ. |
| Blason de Sauvian | Détails | Le statut officiel du blason reste à déterminer.    |

| Blason de Sérignan | Blason  | De gueules au sautoir losangé d'argent et de sinople. |
| Blason de Sérignan | Détails | Le statut officiel du blason reste à déterminer.      |

| Blason de Servian | Blason  | D'azur au pairle losangé d'argent et de sinople. |
| Blason de Servian | Détails | Le statut officiel du blason reste à déterminer. |

| Blason de Sète | Blason  | D'azur semé de fleurs de lys d'or à une baleine renversée de sable allumée d'argent, lançant un jet d'obus aussi d'or chargé de trois grenades aussi de sable enflammées de gueules. |
| Blason de Sète | Détails | Armes accordées par Louix XVIII le 8 avril 1816, lettres patentes de Charles X du 30 avril 1827.                                                                                     |

| Blason de Siran | Blason  | De France.                                                                                          |
| Blason de Siran | Détails | Siran fut possession du roi de France, d'où ces armes pleine de France, qui survit par tradition... |

| Blason de Sorbs | Blason  | D'argent à un sorbier arraché de sinople fruité de gueules, au chef d'azur à un lion issant d'or couronné du même, armé et lampassé de gueules. |
| Blason de Sorbs | Détails | Armes parlantes. (sorbier) Création Jean-Claude Molinier. Adopté le 11 juillet 2003.                                                            |

| Blason de Soulié (Le) | Blason  | De sinople à un soleil d'or.                     |
| Blason de Soulié (Le) | Détails | Le statut officiel du blason reste à déterminer. |

| Blason de Sussargues | Blason  | D'azur à saint Martin à cheval donnant la moitié de son manteau à un pauvre, le tout d'or. |
| Blason de Sussargues | Détails | Le statut officiel du blason reste à déterminer.                                           |

Pas d'information pour les communes suivantes : Saint-Étienne-de-Gourgas, Saint-Félix-de-l'Héras, Saint-Guiraud, Saint-Michel (Hérault) , Soubès, Soumont
- Haut – A
- B
- C
- D
- E
- F
- G
- H
- I
- J
- K
- L
- M
- N
- O
- P
- Q
- R
- S
- T
- U
- V
- W
- X
- Y
- Z

## T
| Blason de Taussac-la-Billière | Blason  | De gueules au pairle losangé d'argent et de sable. |
| Blason de Taussac-la-Billière | Détails | Le statut officiel du blason reste à déterminer.   |

| Blason de Teyran | Blason  | D'azur au sautoir d'or chargé d'un croissant de gueules. |
| Blason de Teyran | Détails | Création Jean-Claude Molinier. Adopté en mai 2003.       |

| Blason de Thézan-lès-Béziers | Blason  | De sable au sautoir losangé d'or et de gueules.  |
| Blason de Thézan-lès-Béziers | Détails | Le statut officiel du blason reste à déterminer. |

| Blason de Tourbes | Blason  | D'azur au pairle losangé d'argent et du champ.   |
| Blason de Tourbes | Détails | Le statut officiel du blason reste à déterminer. |

| Blason de Tour-sur-Orb (La) | Blason  | D'or à une tour de gueules maçonnée ouverte et ajourée de sable, soutenue d'une fasce ondée d'azur.                   |
| Blason de Tour-sur-Orb (La) | Détails | Armes parlantes. Création Nadine Carlens. Armes parlantes. La couleur de la tour rappelle celle du sol, les "ruffes". |

| Blason de Tressan | Blason  | D'or au pairle losangé du même et d'azur.        |
| Blason de Tressan | Détails | Le statut officiel du blason reste à déterminer. |

| Blason de Triadou (Le) | Blason  | D'azur au lion d'argent couronné d'or.           |
| Blason de Triadou (Le) | Détails | Le statut officiel du blason reste à déterminer. |

- Haut – A
- B
- C
- D
- E
- F
- G
- H
- I
- J
- K
- L
- M
- N
- O
- P
- Q
- R
- S
- T
- U
- V
- W
- X
- Y
- Z

## U
| Blason de Usclas-d'Hérault | Blason  | D'argent au pairle losangé d'or et de gueules.   |
| Blason de Usclas-d'Hérault | Détails | Le statut officiel du blason reste à déterminer. |

| Blason de Usclas-du-Bosc | Blason  | Écartelé : au 1er d'azur à trois coquilles d'or, au 2d d'or à un corail de gueules posé sur une terrasse de sinople, au 3e de gueules à une biche d'argent couchée sur une terrasse de sinople, blessée au poitrail d'une flèche d'or ensanglantée de gueules, au 4e d'azur à une meule à grain d'argent. |
| Blason de Usclas-du-Bosc | Détails | * Il y a là non-respect de la règle de contrariété des couleurs : ces armes sont fautives (sinople sur gueules). Création Jean-Claude Molinier, 1992. |

- Haut – A
- B
- C
- D
- E
- F
- G
- H
- I
- J
- K
- L
- M
- N
- O
- P
- Q
- R
- S
- T
- U
- V
- W
- X
- Y
- Z

## V
| Blason de Vacquerie-et-Saint-Martin-de-Castries (La) | Blason  | De gueules à une vache d'argent cornée, colletée, clarinée et sabotée d'azur, au chef de sable* chargé de deux croisettes d'argent, et à une crosse d'or posée en pal passant derrière la vache et brochant sur le trait du chef. |
| Blason de Vacquerie-et-Saint-Martin-de-Castries (La) | Détails | * Il y a là non-respect de la règle de contrariété des couleurs : ces armes sont fautives (chef de sable sur champ de gueules). Armes parlantes. (vache) Création Jean-Paul Fernon et Didier Catrina. Adopté en juin 2003.        |

| Blason de Vacquières | Blason  | De gueules à une vache d'argent cornée, onglée, colletée et clarinée d'azur. |
| Blason de Vacquières | Détails | Armes parlantes. Le statut officiel du blason reste à déterminer.            |

| Blason de Vailhan | Blason  | De sable au pairle losangé d'or et du champ.     |
| Blason de Vailhan | Détails | Le statut officiel du blason reste à déterminer. |

| Blason de Vailhauquès | Blason  | D'azur à saint Martin d'argent tenant une palme d'or. |
| Blason de Vailhauquès | Détails | Le statut officiel du blason reste à déterminer.      |

| Blason de Valergues | Blason  | D'azur à cinq étoiles d'or posées en sautoir.    |
| Blason de Valergues | Détails | Le statut officiel du blason reste à déterminer. |

| Blason de Valflaunès | Blason  | D'azur à deux clefs d'argent passées en sautoir. |
| Blason de Valflaunès | Détails | Le statut officiel du blason reste à déterminer. |

| Blason de Valmascle | Blason  | De vair au pairle losangé d'argent et de sable.  |
| Blason de Valmascle | Détails | Le statut officiel du blason reste à déterminer. |

| Blason de Valras-Plage | Blason  | De gueules à un demi soleil d'or au naturel mouvant d'une champagne d'azur, à deux hippocampes affrontés d'argent brochant sur le tout.                        |
| Blason de Valras-Plage | Détails | * Il y a là non-respect de la règle de contrariété des couleurs : ces armes sont fautives (azur sur gueules). Le statut officiel du blason reste à déterminer. |

| Blason de Valros | Blason  | D'azur au pairle losangé d'or et de sable.       |
| Blason de Valros | Détails | Le statut officiel du blason reste à déterminer. |

| Blason de Vélieux | Blason  | De France.                                                                                                   |
| Blason de Vélieux | Détails | Vélieux fit partie du domaine royal jusqu'en 1789, d'où les armes pleine de France, survivant par tradition. |

| Blason de Vendargues | Blason  | D'azur à saint Théodorit d'argent, au chef d'or chargé d'une croisette de gueules. |
| Blason de Vendargues | Détails | Le statut officiel du blason reste à déterminer.                                   |

| Blason de Vendémian | Blason  | D'or au pairle losangé du même et de gueules.    |
| Blason de Vendémian | Détails | Le statut officiel du blason reste à déterminer. |

| Blason de Vendres | Blason  | De gueules au sautoir losangé d'argent et de sable. |
| Blason de Vendres | Détails | Le statut officiel du blason reste à déterminer.    |

| Blason de Vérargues | Blason  | D’azur à Saint-André brochant sur sa croix, le tout d’or. |
| Blason de Vérargues | Détails | Enregistré le 10 septembre 1700.                          |

| Blason de Verreries-de-Moussans | Blason  | D'argent à une équerre de sinople posée en chevron, au chef bastillé de trois pièces d'azur chargé de deux cornues du champ. |
| Blason de Verreries-de-Moussans | Détails | Création Jean-Claude Molinier. Adopté en juillet 2003.                                                                       |

| Blason de Vias | Blason  | D'or aux trois pals de gueules, au chef de France. |
| Blason de Vias | Détails | Le statut officiel du blason reste à déterminer.   |

| Blason de Vic-la-Gardiole | Blason  | D'azur à sainte Léocadie d'or tenant en sa dextre une palme du même. |
| Blason de Vic-la-Gardiole | Détails | Le statut officiel du blason reste à déterminer.                     |

| Blason de Vieussan | Blason  | De vair au pairle losangé d'argent et d'azur.    |
| Blason de Vieussan | Détails | Le statut officiel du blason reste à déterminer. |

| Blason de Villemagne-l'Argentière | Blason  | D'azur à la ville fortifiée mouvant des flancs, sommée d'une croix et de deux girouettes, surmontée d'une fleur de lis, elle-même surmontée d'une mitre chargée d'une croisette d'or, le tout d'argent, la fleur de lis et la mitre accostées de deux crosses affrontées d'or, au pied fiché dans ladite ville posée sur une terrasse de gueules chargée d'un chemin d'argent. |
| Blason de Villemagne-l'Argentière | Détails | * Il y a là non-respect de la règle de contrariété des couleurs : ces armes sont fautives (or sur argent). Le statut officiel du blason reste à déterminer. |

| Blason de Villeneuve-lès-Béziers | Blason  | De sable au sautoir losangé d'argent et de sinople. |
| Blason de Villeneuve-lès-Béziers | Détails | Le statut officiel du blason reste à déterminer.    |

| Blason de Villeneuve-lès-Maguelone | Blason  | D'azur à deux palmiers ployés d'or mis en chevron. |
| Blason de Villeneuve-lès-Maguelone | Détails | Le statut officiel du blason reste à déterminer.   |

| Blason de Villespassans | Blason  | D'azur à une tour carrée d'argent maçonnée de sable ; au chef de sable soutenu d'une divise d'argent et chargé d'une grappe de raisin pamprée de 2 feuilles accostée de 2 feuilles de chêne, la première en bande et la seconde en barre, le tout d'or. |
| Blason de Villespassans | Détails | Création Jean-Paul Fernon. Adopté en avril 2018. |

| Blason de Villetelle | Blason  | D'azur à un pont en dos d'âne d'argent maçonné de sable, mouvant des flancs, sommé d'une croix formée de fers de lance aussi d'argent, accostée de deux fleurs de lys d'or. |
| Blason de Villetelle | Détails | Création Jean-Claude Molinier. Adopté en septembre 2003. |

| Blason de Villeveyrac | Blason  | D'azur au portail d'argent avec ses colonnes et pilastres du même, maçonné de sable et sommé d'un nuage d'argent chargé de la Sainte Vierge à genoux d'or*, accostée de deux anges affrontés du même*. |
| Blason de Villeveyrac | Détails | * Il y a là non-respect de la règle de contrariété des couleurs : ces armes sont fautives (or sur argent). Le statut officiel du blason reste à déterminer.                                            |

| Blason de Viols-en-Laval | Blason  | D'azur à un château donjonné d'argent, maçonné, ouvert et ajouré de sable, aux tours et donjons surmontés chacun d'une étoile d'or, et posé sur une terrasse aussi de sable. |
| Blason de Viols-en-Laval | Détails | * Il y a là non-respect de la règle de contrariété des couleurs : ces armes sont fautives (sable sur azur). Création Jean-Claude Molinier. Adopté en juin 2003.              |

| Blason de Viols-le-Fort | Blason  | D'azur à Saint Étienne de carnation, habillé en diacre, l'aube d'argent et la dalmatique de gueules bordée d'or, tenant d'une main une palme et de l'autre trois cailloux, le tout d'or.                                                 |
| Blason de Viols-le-Fort | Détails | La version actuelle est plus colorée que celle attribuée d'office par d’Hozier en septembre 1700 : D’azur à un Saint-Etienne de carnation, vêtu en diacre, tenant en sa dextre une palme et en sa senestre trois cailloux, le tout d’or. |

Pas d'information pour les communes suivantes : Villeneuvette
- Haut – A
- B
- C
- D
- E
- F
- G
- H
- I
- J
- K
- L
- M
- N
- O
- P
- Q
- R
- S
- T
- U
- V
- W
- X
- Y
- Z